# Hygropoda prognatha
Hygropoda prognatha är en spindelart som beskrevs av Tord Tamerlan Teodor Thorell 1894. Hygropoda prognatha ingår i släktet Hygropoda och familjen vårdnätsspindlar.
Artens utbredningsområde är Singapore. Inga underarter finns listade i Catalogue of Life.